# Rothmans Opel Team
Rothmans Opel Team va ser l'equip oficial amb el que va competir el fabricant d'automòbils Opel al Campionat Mundial de Ral·lis entre 1982 i 1990. Al llarg de la seva trajectòria va canviar de nom en diverses ocasions: GM Euro Sport i Opel Euro Team.
La seva seu estava a la ciutat alemanya de Russelsheim i va participar a 47 proves, aconseguint 6 victòries i el títol de pilots de 1982 amb l'alemany Walter Röhrl.

## Trajectòria
Opel entra oficialment a la competició del Campionat Mundial l'any 1982 amb l'Opel Ascona 400. Els pilots que al llarg de la temporada van pilotar aquest vehicle van ser Henri Toivonen, que disputà 5 proves; Jochi Kleint, que disputà tres; Jimmy McRae que disputà dues i Walter Röhrl, que en disputà deu i guanya el campionat de pilots, imposant-se a més al Ral·li de Monte-Carlo i al Ral·li de Costa d'Ivori. L'equip acabà segon en el campionat de constructors.
De cara a 1983 els pilots són Ari Vatanen, Henri Toivonen, Guy Frequelin i Jimmy McRae. Vatanen guanya el Ral·li Safari com a millor resultat de la temporada, on l'equip acaba tercer de constructors.
La temporada 1984 l'equip passa a denominar-se Opel Euro Team. El cotxe utilitzat és el Opel Manta 400. Guy Frequelin disputa dues proves i Rauno Aaltonen una. La temporada 1985 i 1986 l'equip ja no competirà.
A partir de 1987 Opel retorna al Mundial amb la denominació del equip és GM Euro Sport i el cotxe utilitzat el Opel Kadett GSi. En aquesta segona etapa pendrà part en ral·lis puntuals fins al 1990. Els seus pilots més habituals seran Mats Jonsson i Josef Haider, utilitzant també de forma esporèdica a Rauno Aaltonen o Malcolm Wilson.

## Palmarès
- 1 Campionat Mundial de Pilots: 1982 (Walter Röhrl)